# 2019년 5월 죽음
다음은 2019년 5월에 사망한 저명한 인물 목록이다.
- 5월 1일 - 이탈리아의 영화배우 알레산드라 파나로
- 5월 3일 - 일본의 수학자 시무라 고로
- 5월 6일
  - 대한민국의 배우 한지성
  - 대한민국의 극작가 유호
  - 대한민국의 국회의원 서한샘
  - 스페인의 축구선수 안드레스 훙케라
- 5월 7일 - 캐나다의 철학자 장 바니에
- 5월 9일 - 대한민국의 정치인 박경수
- 5월 11일 - 미국의 영화배우 페기 립턴
- 5월 12일 - 일본의 영화배우 쿄 마치코
- 5월 13일
  - 대한민국의 패션디자이너 김영세
  - 미국의 가수 도리스 데이
- 5월 14일
  - 미국의 영화배우 팀 콘웨이
  - 미국의 고양이 그럼피 캣
- 5월 15일 - 미국의 건축가 I. M. 페이
- 5월 16일
  - 미국의 작사가 미크 미셸
  - 오스트레일리아의 제23대 총리 밥 호크
  - 미국의 프로레슬링선수 애슐리 마사로
- 5월 17일 - 미국의 소설가 허먼 워크
- 5월 18일 - 대한민국의 공무원 권영각
- 5월 23일 - 대한민국의 정치인 허창옥
- 5월 24일 - 미국의 물리학자 머리 겔만
- 5월 25일 - 대한민국의 정치인 조진래
- 5월 26일 - 태국의 정치인 쁘렘 띤나술라논
- 5월 29일 - 터키의 레슬링선수 바이람 시트
- 5월 30일 - 미국의 정치인 새드 코크런